# I Wish (Lied)
I Wish ist ein Lied des amerikanischen Sängers Stevie Wonder. Es wurde Ende 1976 als erste Single aus seinem achtzehnten Album Songs in the Key of Life veröffentlicht. 
Die Single erreichte Platz eins der US-amerikanischen Billboard Hot 100 und Soul Singles Charts. Bei den Grammy Awards 1977 gewann Stevie Wonder für diesen Song den Preis für die beste männliche Rhythm-and-Blues-Gesangsdarbietung.

## Liedtext und Entstehung

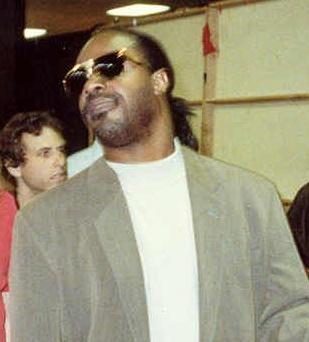
Stevie Wonder (1990)

Der von Wonder geschriebene und produzierte Song handelt von seiner Kindheit in den 1950er und frühen 1960er Jahren und davon, dass er sich wünschte, er könnte sie noch einmal erleben.
Wonder schrieb das Lied, nachdem er 1976 an einem Picknick der Motown-Firma teilgenommen hatte, bei dem er an Wettbewerben und Spielen teilnahm, ein Nachmittag, an dem er das Gefühl hatte, seine Kindheit wieder aufleben zu lassen. Er sagte: „Ich hatte so viel Spaß bei dem Picknick, dass ich gleich danach ins Crystal Recording Studio ging und mir sofort die Stimmung einfiel.“
Für die Fernsehserie Classic Albums stellte Wonder einen kleinen Teil des Songs nach, um zu zeigen, wie er ihn komponierte und arrangierte. Er spielte Keyboards und Schlagzeug selbst und setzte die meisten der Musiker ein, die das Original aufgenommen hatten.

## Musik
Die mitreißende 8-Noten-Basslinie, gespielt von Nathan Watts, ist einer der Gründe, warum I Wish einer der am häufigsten gesampelten Songs von Stevie Wonder ist.

## Besetzung
- Stevie Wonder – Gesang, Fender Rhodes, ARP 2600 Synthesizer, Schlagzeug
- Nathan Watts – E-Bass
- Hank Redd – Altsaxophon
- Raymond Maldonado – Trompete
- Trevor Laurence – Tenorsaxophon
- Steve Madaio – Trompete

## Rezeption

### Rezensionen und Coverversionen
Cashbox sagte, dass der Song als erste Single von Songs in the Key of Life ausgewählt wurde, nachdem „die Radiosender wochenlang ermittelt hatten, welche Version das Publikum am meisten wollte“, und I Wish kam in Bezug auf Popularität und Editierbarkeit an die Spitze.
Das Lied wurde über 140 mal gecovert, so 1989 von Simply Red oder 2005 von Tok Tok Tok.

### Charts und Chartplatzierungen
| ChartsChartplatzierungen       | Höchstplatzierung | Wochen |
| ------------------------------ | ----------------- | ------ |
| Deutschland (GfK)              | 30 (7 Wo.)        | 7      |
| Vereinigtes Königreich (OCC)   | 5 (10 Wo.)        | 10     |
| Vereinigte Staaten (Billboard) | 1 (17 Wo.)        | 17     |

| ChartsJahrescharts (1977)      | Platzierung |
| ------------------------------ | ----------- |
| Vereinigte Staaten (Billboard) | 51          |

### Auszeichnungen für Musikverkäufe
| Land/Region                  | Auszeichnungen für Musikverkäufe (Land/Region, Auszeichnung, Verkäufe) | Verkäufe |
| ---------------------------- | ---------------------------------------------------------------------- | -------- |
| Vereinigtes Königreich (BPI) | Silber · + Silber (Digital)                                            | 450.000  |
| Insgesamt                    | 2× Silber ·                                                            | 450.000  |

Hauptartikel: Stevie Wonder/Auszeichnungen für Musikverkäufe